# In the Mood for Love
In the Mood for Love (kinesisk originaltitel: 花樣年華, pinyin: Huāyàng niánhuá), är en kinesisk, Hongkongproducerad, romantisk dramafilm från 2000, skriven, regisserad och producerad av Wong Kar-wai.

## Handling
Filmen är en stämningsfull skildring av två grannars förbjudna möten. Med hjälp av foto och ljussättning, får man som betraktare känslan av att man följer detta drama i smyg.

## Medverkande
| Maggie Cheung       | – Su Li-zhen (Mrs. Chan)                  |
| Tony Leung Chiu-wai | – Chow Mo-wan                             |
| Siu Ping Lam        | – Ah Ping                                 |
| Rebecca Pan         | – Mrs. Suen, familjen Chans hyresvärdinna |
| Kelly Lai Chen      | – Mr. Ho, Su Lai-zhens arbetsgivare       |
| Joe Cheung          | – Man som bor i Mr. Koos lägenhet         |
| Chan Man-lei        | – Mr. Koo, Chow Mo-wans hyresvärd         |
| Chin Tsi-ang        | – Amah                                    |